# Geovany Soto
Geovany Soto (ur. 20 stycznia 1983) – portorykański baseballista występujący na pozycji łapacza.

## Przebieg kariery
W 2001 został wybrany w jedenastej rundzie draftu przez Chicago Cubs i początkowo występował w klubach farmerskich tego zespołu, między innymi w Iowa Cubs, reprezentującym poziom Triple-A. W Major League Baseball zadebiutował 23 września 2005 w meczu przeciwko Houston Astros jako pinch hitter. W 2008 został pierwszym debiutantem na pozycji łapacza, który został wybrany do wyjściowego składu National League All-Stars. W tym samym roku otrzymał nagrodę NL Rookie of the Year Award dla najlepszego debiutanta w National League.
W marcu 2009 zagrał cztery mecze w reprezentacji Portoryko na turnieju World Baseball Classic. Po jego zakończeniu, w czerwcu 2009 przeprowadzono test na obecność marihuany w jego organizmie, który dał wynik pozytywny, przez co został zawieszony przez IBAF na dwa lata w występach reprezentacji.
W lipcu 2012 w ramach wymiany zawodników przeszedł do Texas Rangers, zaś w sierpniu 2014 do Oakland Athletics. W styczniu 2015 podpisał niegwarantowany kontrakt z Chicago White Sox. 1 kwietnia 2015 został powołany do 40-osobowego składu na występy w MLB.
W listopadzie 2015 został zawodnikiem Los Angeles Angels of Anaheim wiążąc się roczną umową.
W styczniu 2017 podpisał niegwarantowany kontrakt z Chicago White Sox.

## Nagrody i wyróżnienia
| Nagroda/wyróżnienie         | Lata | Źródło |
| All-Star                    | 2008 | [ 3 ]  |
| NL Rookie of the Year Award | 2008 | [ 4 ]  |